# Rewolucyjne Siły Zbrojne Kolumbii

Flaga FARC – EP

Rewolucyjne Siły Zbrojne Kolumbii – Armia Ludowa (hiszp. Fuerzas Armadas Revolucionarias de Colombia – Ejército del Pueblo, FARC – EP) – grupa partyzancka z Kolumbii. Obecnie działa legalnie jako partia Rewolucyjna Alternatywna Siła Ludowa.

## W wojnie domowej

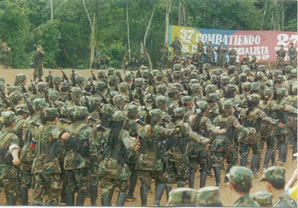
Przemarsz oddziału FARC – EP

W 1964 roku wybuchła kolumbijska wojna domowa, FARC powstał w tym samym roku jako zbrojne skrzydło Kolumbijskiej Partii Komunistycznej. Oddziały komunistów przyjęły nazwę Rewolucyjne Siły Zbrojne Kolumbii roku w maju 1966 r. na II Konferencji Partyzanckiej Bloku Południe, skupiającej komunistyczne grupy chłopskiej samoobrony z sześciu stref (m.in. Marquetalii, El Pato i Tolimy). Komunistom i zbuntowanym chłopom udało odeprzeć się oddziały regularnej armii. Pierwszym dowódcą FARC został Manuel Marulanda ukrywający się pod pseudonimem „Tirofijo”. FARC na kontrolowanych obszarach oferował świadczenia edukacyjne i medyczne. W 1972 roku utworzone zostały pierwsze obozy szkoleniowe dla partyzantów. W pierwszych latach działalności pieniądze na cele militarne i socjalne FARC zdobywał poprzez porwania dla okupu (głównie polityków i miejscowych elit). Pod koniec lat 70. partyzanci rozpoczęli proceder handlu kokainą. Pieniądze z handlu narkotykami ułatwiły rozrost grupy w latach 80, szkodząc przy tym jej reputacji – Stany Zjednoczone i kolumbijski rząd dyskredytowały FARC jako kartel narkotykowy, a jego liderów określały mianem handlarzy narkotyków.
W 1982 roku organizacja przyjęła nazwę Rewolucyjne Siły Zbrojne Kolumbii – Armia Ludowa (FARC – EP). Media oraz rządy Kolumbii i Stanów Zjednoczonych dalej stosowały jednak pierwotny akronim FARC. Jeszcze w tym samym roku grupa podjęła się pierwszych rozmów pokojowych z rządem. W maju 1984 roku ogłoszono dwustronne zawieszenie broni, które obowiązywało do 1987 roku.
W 1985 roku FARC współtworzył lewicową partię Unia Patriotyczna. Unię Patriotyczną zasiliło wielu lewicowców spoza partyzantki. W wyborach z 1986 roku członkowie partii zdobyli 350 miejsc w samorządach, 9 w niższej izbie parlamentu i 6 w senacie. Sukces partii przyczynił się do rozpoczęcia represji przeciwko jej członkom. W latach 1988–1992 zabitych zostało od czterech do sześciu tysięcy członków i zwolenników partii, w tym dwóch kandydatów na urząd prezydenta. Za zabójstwami stali przedstawiciele rządu oraz członkowie służb paramilitarnych i gangów narkotykowych. Represje uniemożliwiły rozwój partii, a wielu jej aktywistów opuściło Kolumbię.

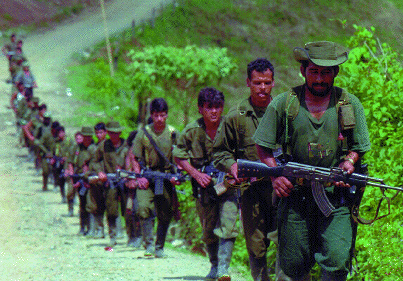
Partyzanci FARC – EP w 1999 roku

Proces pokojowy załamał się, a FARC powrócił do wcześniej stosowanych metod. W odwecie za porwania zamożnych właścicieli ziemskich ci zaczęli tworzyć ugrupowania paramilitarne takie jak Śmierć Porywaczom czy Zjednoczone Siły Samoobrony Kolumbii (AUC). Z rąk bojówek AUC ginęli cywile oskarżani o sympatyzowanie z partyzantami. U progu XXI wieku ugrupowanie zwiększyło zaangażowanie w handel narkotykami. Rosła także liczba porwań dla okupu. W 1999 roku w Kolumbii odbyły się liczne protesty przeciwników FARC. W tym samym czasie ruszyły kolejne rozmowy pokojowe pomiędzy FARC a rządem. W 2000 roku Stany Zjednoczone zainicjowały Plan Kolumbia, w ramach którego rząd kolumbijski otrzymał pomoc wojskową i finansową mającą służyć walce z rebeliantami i handlem narkotykami. W 2002 roku rozmowy pokojowe zakończyły się bez wypracowania konsensusu.
W 2002 roku prezydentem Kolumbii został Álvaro Uribe. Polityk jeszcze przed wyborami obiecywał zwiększenie skuteczności rządu w zwalczaniu rebelii. Prezydentura Uribe trwała do 2010 roku. W tym okresie odnotowano zmniejszenie wpływów i liczby członków FARC. 1 marca 2008 roku wojsko przeprowadziło akcje przeciwko partyzantom w pobliżu granicy z Ekwadorem. W ataku zginęło 17 partyzantów, w tym jeden z dowódców FARC, Raúl Reyes. Armia w czasie ofensywy przekroczyła granicę Ekwadoru, co wywołało kryzys dyplomatyczny w Ameryce Łacińskiej.
26 marca 2008 roku Marulanda zmarł na zawał serca. Nowym przywódcą FARC został Alfonso Cano. 4 listopada 2011 roku Alfonso Cano zginął w ataku sił rządowych. Po jego śmierci dowodzenie w FARC objął Rodrigo Londoño.

## Rozmowy pokojowe i zakończenie wojny

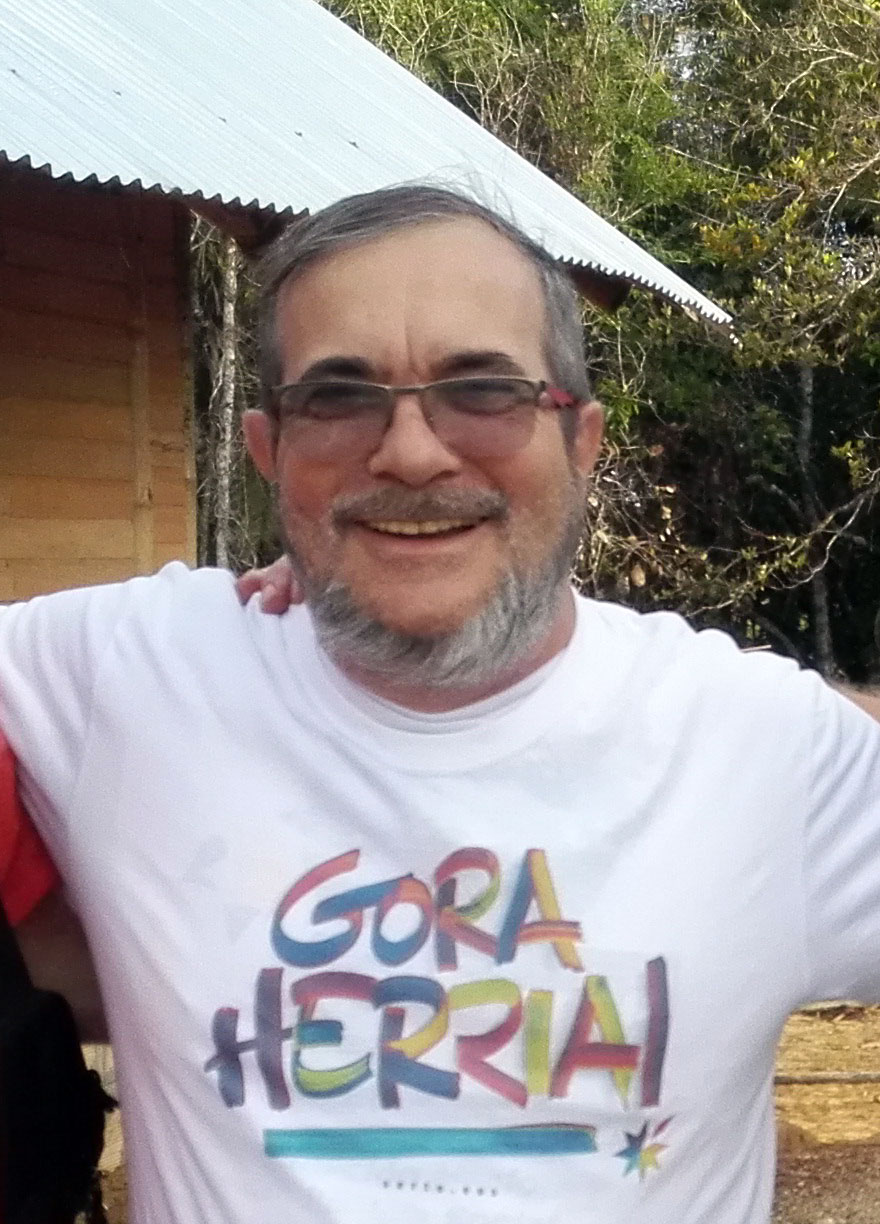
Rodrigo Londoño w 2016 roku

Rozmowy pokojowe z FARC wznowił prezydent Juan Manuel Santos. Do pierwszych negocjacji doszło w 2012 roku w Oslo, a następnie kontynuowane były w Hawanie. Rebelianci ogłosili z tej okazji uwolnienie przetrzymywanych zakładników i zakończenie procederu porwań. W połowie listopada 2014 roku rząd zawiesił rozmowy. Spowodowane to było uprowadzeniem przez rebeliantów oficera wojsk rządowych. Rozmowy zostały wznowione dwa tygodnie później, gdy FARC zwolniło zakładnika. 20 grudnia 2014 roku FARC ogłosiło jednostronne zawieszenie broni. W połowie stycznia 2015 roku rząd rozpoczął negocjacje odnośnie do dwustronnego zawieszenia broni. W marcu Santos nakazał wstrzymanie ataków lotniczych na obozy FARC. W kwietniu 2015 roku partyzanci zaatakowali i zabili 11 żołnierzy. Zdaniem FARC była to reakcja na wcześniejsze prowokacyjne działania rządu. W odwecie Santos ponownie zgodził się na naloty na pozycje FARC. 21 maja w skoordynowanym ataku powietrznych i lądowych sił rządowych zginęło 26 partyzantów. FARC wycofało się z zawieszenia broni kontynuując przy tym rozmowy z rządem.
20 lipca 2015 roku FARC ponownie ogłosił jednostronne zawieszenie broni. Rząd w zamian obiecał ograniczenie akcji przeciwko grupie i wstrzymanie antypartyzanckich działań lotniczych. 23 czerwca 2016 roku Londoño i Santos podpisali dwustronne zawieszenie broni. Porozumienie podpisano w obecności sekretarza generalnego ONZ Ban Ki-Moona oraz prezydentów Kuby, Chile i Wenezueli. 26 września 2016 roku Londoño i Santos podpisali w Hawanie układ kończący wojnę. 2 października traktat pokojowy został poddany głosowaniu w powszechnym referendum. 50,21% głosujących opowiedziało się przeciwko niemu, a za nim 49,78% głosujących. Taki wynik głosowania był efektem przekonania części obywateli o zbytnim pobłażaniu dla FARC. Pomimo fiaska układu pokojowego obie strony ogłosiły kontynuację zawieszenia broni i dalsze negocjacje. Pod koniec listopada 2016 roku zmodyfikowany traktat pokojowy został ratyfikowany przez Izbę Reprezentantów i Senat.
Na początku 2017 roku rebelianci zaczęli demobilizację i przekazanie broni przedstawicielom ONZ. Ostatnie sztuki broni FARC złożył na ręce delegatom ONZ w dniu 15 sierpnia 2017 roku. Rząd ogłosił ten dzień datą zakończenia konfliktu. Byli rebelianci zapowiedzieli przekształcenie ruchu w partię polityczną.
Na pierwszym legalnym zjeździe FARC we wrześniu 2017 roku proklamowano utworzenie partii Rewolucyjna Alternatywna Siła Ludowa. Na czele partii stanął Rodrigo Londoño. Na mocy porozumienia z rządem partia do 2026 roku ma z góry zagwarantowane 10 miejsc w kolumbijskim kongresie. Na kongresie założycielskim pomimo sprzeciwu części byłych partyzantów, którzy chcieli nazwać partię Nowa Kolumbia, przeforsowano nazwę zachowującą akronim FARC.

## Najważniejsze ataki przeprowadzone przez grupę

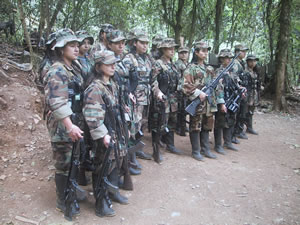
Bojowniczki FARC – EP, zdjęcie wykonane pomiędzy 1998–2002 rokiem

- 30 sierpnia 1996 roku rewolucjoniści zaatakowali bazę wojskową Las Delicias nieopodal granicy z Ekwadorem. W bitwie śmierć poniosło 54 ludzi[8].

- 3 sierpnia 1998 roku liczący 2500 partyzantów oddział zaatakował miasto Miraflores. W trwających dwa dni starciach zginęło 19 osób. Wycofując się partyzanci uprowadzili 129 policjantów[8].

- 3 listopada 1998 roku od 1500 do 2000 buntowników uczestniczyło w ataku na miejscowość Mitú. W trwającej trzy dni bitwie zginęło 840-860 osób[8].

- 23 lutego 2002 roku rebelianci porwali Íngrid Betancourt. Polityk została odbita przez siły rządowe w 2008 roku[8].

- 2 maja 2002 roku doszło do starcia pomiędzy FARC a Zjednoczonymi Siłami Samoobrony Kolumbii w Bojayá. Bojownicy AUC użyli cywilów jako żywych tarcz. W czasie strzelaniny wybuchła butla z gazem, w eksplozji zginęli cywile ukrywający się w kościele. Śmierć poniosło ponad 79 osób. FARC przeprosił za udział w wydarzeniu i poprosił rodziny ofiar o przebaczenie[8].

- 7 sierpnia 2002 roku powstańcy ostrzelali z moździerzy pałac prezydencki. Atak miał miejsce w trakcie inauguracji prezydentury Álvaro Uribe. W zamachu zginęło 14 osób[8].

## Działalność polityczna
Grupa powstała jako zbrojne skrzydło Kolumbijskiej Partii Komunistycznej. W kolejnych latach rebelianci zerwali więzi z partią i utworzyli odrębną Kolumbijską Podziemną Partię Komunistyczną. Od 1985 roku politycznym skrzydłem rebeliantów była Unia Patriotyczna. Ugrupowanie działało legalnie, w latach 80. 90. zostało zdziesiątkowane w wyniku rządowych represji. W 2000 roku FARC powołał konspiracyjny Boliwariański Ruch dla Nowej Kolumbii. Od września 2017 roku istnieje partia Rewolucyjna Alternatywna Siła Ludowa powstała w wyniku demobilizacji partyzantki.

Logo Kolumbijskiej Partii Komunistycznej

## Relacje z innymi grupami partyzanckimi
Bliskie relacje łączyły FARC z kolumbijską Armią Wyzwolenia Narodowego. Obie grupy od 2010 roku wiązał pakt o nieagresji. Odnotowano również kontakty FARC z grupami takimi jak Ruch 19 Kwietnia i Ludowa Armia Wyzwolenia.
Zagorzałym przeciwnikiem FARC było ugrupowanie paramilitarne Zjednoczone Siły Samoobrony Kolumbii. Obie formacje zbrojnie się zwalczały. Po demobilizacji paramilitarnej AUC byli członkowie organizacji zasili szeregi BACRIM (Bandas Criminales), której oddziały podjęły się współpracy z FARC. Według części doniesień obie grupy kooperowały przy handlu narkotykami. FARC zwalczała również niewielką guerillę znaną jako Rewolucyjna Armia Ludu.

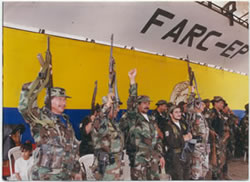
Uzbrojeni oficerowie FARC – EP

FARC miał rzekomo współpracować z partyzantką Świetlisty Szlak z Peru. Kontakty miały trwać od 2003 roku i obejmować współdziałanie w handlu narkotykami.
Rząd Paragwaju oskarżał Rewolucyjne Siły Zbrojne Kolumbii o wsparcie dla Ludowej Armii Paragwaju (EPP). Członkowie EPP mieli rzekomo przejść szkolenia militarne w obozach kolumbijskiej partyzantki.
Zdaniem hiszpańskiego rządu partyzanci FARC szkoleni byli przez terrorystów z ETA. Według brytyjskiej policji w treningach FARC uczestniczyć mieli też członkowie Prowizorycznej Irlandzkiej Armii Republikańskiej.

## Wsparcie zagraniczne
W latach 70. i 80. rebelianci otrzymywali wsparcie finansowe od kubańskiego rządu.
Według CIA niektórzy przywódcy partyzantki mogli przejść szkolenia w ZSRR.
Z sympatią o FARC wypowiadała się administracja prezydenta Wenezueli Hugo Cháveza. Według rządu Kolumbii Wenezuela miała rzekomo przekazać partyzantom 300 milionów dolarów oraz sprzedawać im broń. Rząd Kolumbii o sprzyjanie FARC oskarżył również administrację prezydenta Rafaela Correa z Ekwadoru. Correa miał rzekomo zezwolić rebeliantom na tworzenie obozów na terenach Ekwadoru sąsiadujących z Kolumbią oraz legitymizować ich działalność na arenie międzynarodowej.
Według informacji Departamentu Obrony Stanów Zjednoczonych z 2010 roku, członkowie FARC szkoleni byli przez irański Korpus Strażników Rewolucji Islamskiej.
Prezydent Juan Manuel Santos w 2011 roku oskarżył dyktatora Libii Mu’ammara al-Kaddafiego o to, że w przeszłości dotował rebeliantów. Według źródeł kolumbijskiego rządu członkowie guerilli mieli co najmniej raz odwiedzić Libię, do wizyty dojść miało w 2000 roku. Przywódca FARC Raul Reyes miał ponadto kilkukrotnie odwiedzać Libię i prosić tamtejszy rząd o pożyczkę w wysokości 100 milionów dolarów.

## Liczebność
Liczebność oddziałów partyzanckich FARC według lat:
- 1964: około 50
- 1970: 1000
- 1971: 780
- 1978: 2000
- 1982: 6000
- 1983: nie mniej niż 3000
- 1986: nie mniej niż 4000
- 2001: 16000
- 2003: 17000
- 2007: 18000
- 2013: nie mniej niż 7000
- 2014: nie mniej niż 7000

## Ideologia
Ideologią grupy był marksizm-leninizm. Sprzeciwiała się amerykańskiemu imperializmowi i wpływom tego mocarstwa w Kolumbii.

## Jako organizacja terrorystyczna
Figurują na listach organizacji terrorystycznych Departamentu Stanu USA i Kanady. W 2017 roku zostały usunięte z listy organizacji terrorystycznych Unii Europejskiej.